# Трёхстенское сельское поселение
Трехстенское сельское поселение — муниципальное образование в Каменском районе Воронежской области.
Административный центр — село Трехстенки.

## Административное деление
Состав поселения:
- село Трехстенки,
- хутор Молчаново,
- село Пилипы,
- хутор Шапошниково.